# Дильмухаметов, Миндияр Ишбердинович
Дильмухаметов Миндияр Ишбердинович (02.02.1940, с. Яныбаево Белокатайского района БАССР — 07.03.2009, Уфа) — известный диалектолог, лексикограф, детский писатель. Кандидат филологических наук, старший научный сотрудник ИИЯЛ УНЦ РАН.
В 1957 году окончил Яныбаевскую среднюю школу. По окончании школы работал счетоводом в колхозе имени Чапаева Белокатайского района, затем был переведен на должность секретаря Яныбаевского сельского совета. В 1960 году поступил на подготовительные курсы при Башкирском государственном университет в г. Уфе, одновременно работал разнорабочим в строительном тресте «Горжилкоммунстрой». В 1961 году поступает на русско-башкирское отделение Башкирского государственного университета. В студенческие годы был старостой группы, вступил в ряды КПСС, был активным членом литературного кружка, писал стихи.
1966—1968 гг работал в редакции районной газеты «Новая жизнь» заместителем редактора по дубляжу, пропагандистом начальной политшколы в колхозе «Искра», в июне 1968 года поступил на работу в редакцию республиканской газеты «Башҡортостан пионеры» в качестве старшего литсотрудника.

## Научная деятельность
1969 год — переходит на работу в Институт истории, языка и литературы Башкирского филиала АН СССР (ныне ИИЯЛ УФИЦ РАН), изучает диалекты башкирского языка, учится в аспирантуре. Участвовал в 10 экспедициях и множестве командировочных выездов в районы Башкортостана и за пределы Республики, где собрал богатый материал по башкирским говорам разных регионов, исследовал говор башкир Среднего Урала.
1980 год — защищает диссертацию на тему «Говор среднеуральских башкир» (научный руководитель — д.ф.н. Н. Х. Максютова) и данное исследование, посвященое анализу языковых особенностей среднеуральских башкир — территории, где граничат Республика Башкортостан, Свердловская и Челябинская области, в 2006 году опубликована в виде монографии.
За время работы в Институте М. И. Дильмухаметов был одним из основных исполнителей коллективной темы «Диалектологический атлас башкирского языка». Материалы данной темы служили основой «Диалектологического атласа башкирского языка», в котором М. И. Дильмухаметов является соавтором и ответственным редактором сводного «Диалектологического словаря башкирского языка».
Миндияр Ишбердинович соавтор сборника «Образцы башкирской разговорной речи», III тома «Словаря башкирских говоров (западный диалект)». Работа над третьим томом «Словаря башкирских говоров: западный диалект» проводилась параллельно со сбором материала для «Диалектологического атласа башкирского языка» в экспедициях, работавших под руководством Н. Х. Максютовой в 1972—1980 гг.
Он также был руководителем и одним из ответственных исполнителей коллективной темы «Лексика башкирских говоров (сравнительное исследование лексико-семантических разрядов)».
М. И. Дильмухаметовым и его коллегами-диалектологами создан богатый диалектологический фонд, на базе которого были подготовлены и изданы все крупные исследования по диалектологии и по башкирскому языкознанию в целом.
Исследования кандидата филологических наук М. И. Дильмухаметова имеют огромное теоретическое и практическое значение в развитии башкирской диалектологии.
Избранные труды
- Словарь башкирских говоров. Т. III. Западный диалект. Уфа, 1987.
- Образцы башкирской разговорной речи / Ред. Н. X. Максютова. Уфа, 1988. 224 с;
- Башҡорт теленең диалекттары һүҙлеге = Диалектологический словарь башкирского языка. Уфа, 2002. 432 с.;
- Диалектологический атлас башкирского языка = Башҡорт теленең диалектологик атласы. — Уфа : Гилем, 2005 (Уфа : ДизайнПолиграфСервис). — 232 с., [86] л. карт : ил., табл.; 30 см.
- Говор среднеуральских башкир [Текст] : научное издание / М. И. Дильмухаметов. — Уфа: Гилем, 2006;
- Я читаю по-башкирски. Книга для чтения со словарем. Уфа: Педкнига, 2007;
- Цветочая поляна. Стихи: [Для дошк. возраста]. Уфа: Башк. кн. изд-во, 1986.